# 渡辺嘉重
渡辺 嘉重（旧字体：渡邊 嘉重、わたなべ かじゅう、安政5年10月9日 (1858年11月14日) - 昭和12年 (1937年) 2月4日）は、日本の教育者。

## 概要
下総国岡田郡花島村（後の茨城県結城郡大花羽村花島→水海道市花島町、現在は常総市花島町）出身。
1883年（明治16年）、茨城県猿島郡小山村（後の同郡中川村小山→同郡岩井町小山→岩井市小山、現在の坂東市小山）に、日本で初めての子守学校を開設した。家族の人手不足から、幼い弟妹の世話をしなければならないため学校に行けない子供たちのための学校で、渡辺は、そうした子供たちが子守をしている幼い子供たちも一緒に連れてこさせ、その幼児たちも保育の観点から一緒に教育した。中央に「教場」、隣に2歳未満児用の「鎮静室」、反対側に2歳以上の幼児のための「遊戯室」を設置し、託児施設の先駆的な実践を行った。1905年（明治38年）、常総学院を創立。
明治最初の子守学校を開設した翌年の1884年（明治17年）に『子守教育法』（普及舎）を発表している。

## 著作物
- 『子守教育法』明治17年(1884)
- 『尋常小學校教師用修身鑑』明治22年(1889)